# Pacific Journal of Mathematics
Pacific Journal of Mathematics is een internationaal, aan collegiale toetsing onderworpen wetenschappelijk tijdschrift op het gebied van de wiskunde.
De naam wordt in literatuurverwijzingen meestal afgekort tot Pac. J. Math.
Het wordt uitgegeven door Mathematical Sciences Publishers en verschijnt maandelijks.
Het eerste nummer verscheen in 1951.
De stichters van het tijdschrift waren de Amerikaanse wiskundige Edwin F. Beckenbach (1906-1982) en de Tsjech František Wolf (1904-1989) die toen aan de Universiteit van Californië - Berkeley was verbonden.